# NGC 2826
NGC 2826 في الفهرس العام الجديد، هي مجرة، تقع في كوكبة الوشق. اكتشفت في 13 مارس 1850 بواسطة ويليام بارسونز.

## روابط خارجية
- NGC 2826 على موقع ويكي سكاي: DSS2, SDSS, GALEX, IRAS, Hydrogen α, X-Ray, Astrophoto, Sky Map, Articles and images